# The Light in a Woman's Eyes
The Light in a Woman's Eyes è un cortometraggio muto del 1915 diretto da Harry Harvey.

## Produzione
Il film fu prodotto dalla Balboa Amusement Producing Company. Venne girato a Long Beach, cittadina californiana dove la casa di produzione aveva la sua sede.

## Distribuzione
Il film - un cortometraggio in tre bobine - fu distribuito dalla Pathé Exchange.